# Saračino
Saračino (albanska: Sarakinë, makedonska: Сарачино) är en ort i Nordmakedonien. Den ligger i kommunen Tetovo, i den nordvästra delen av landet, 30 kilometer väster om huvudstaden Skopje. Saračino ligger 416 meter över havet och antalet invånare är 921.